# 1998 CV1
1998 CV1 är en asteroid i huvudbältet som upptäcktes den 1 februari 1998 av Beijing Schmidt CCD Asteroid Program vid Xinglong-observatoriet.
Asteroiden har en diameter på ungefär 20 kilometer och den tillhör asteroidgruppen Hilda.